# Paracanthon hirsutus
Paracanthon hirsutus là một loài bọ cánh cứng trong họ Bọ hung (Scarabaeidae).